# Brian Ruedy
Brian Ruedy (Contea di Orange, 24 luglio 1970) è un tastierista statunitense celebre per essere stato il tastierista degli Whitesnake.

## Carriera
Ha collaborato con Bret Michaels dei Poison, prima di diventare nel 2010 il tastierista degli Whitesnake.
Ha anche fatto parte per un breve periodo, del gruppo metal Love and Death.

## Discografia

### Negli Whitesnake
- Made in Japan, 2013
- Made in Britain/The World Record, 2013